# ミシェル・ウィリアムズ (女優)
ミシェル・イングリッド・ウィリアムズ（Michelle Ingrid Williams, 1980年9月9日 - ）は、アメリカ合衆国の女優。

## 来歴・人物

### 生い立ち
モンタナ州カリスペルにて、5人兄弟の末っ子として生まれる。父親は投機家のラリー・ウィリアムズ、母親のカーラ・イングリッド（旧姓スウェンソン）は主婦。9歳の時にカリフォルニア州サンディエゴへ移り、演技を学び始める。両親の離婚後、16歳の時に親元を離れてカリフォルニア州バーバンクに移る。
1997年にロビンス・ワールドカップ・トレーディング・チャンピオンシップにて、11万ドル（約1000万円）を獲得。

### キャリア
14歳の時に『名犬ラッシー』で映画デビュー。『スピーシーズ 種の起源』ではナターシャ・ヘンストリッジの少女時代を、『シークレット/嵐の夜に』ではミシェル・ファイファーの娘役を演じた。
1998年放送開始のテレビシリーズ『ドーソンズ・クリーク』のジェン・リンドリー役でブレイクする。また、翌年公開のキルスティン・ダンストと共演したコメディ映画『キルスティン・ダンストの大統領に気をつけろ!』がインディペンデント映画ながらヒットとなり、ハリウッド期待の若手女優となる。『ドーソンズ・クリーク』放送終了後は映画（主にインディペンデント作品）を中心に活動している。
2005年公開の『ブロークバック・マウンテン』でアカデミー助演女優賞に、2010年公開の『ブルーバレンタイン』でアカデミー主演女優賞にノミネートされた。2011年公開の『マリリン 7日間の恋』でマリリン・モンローを演じ、ゴールデングローブ賞 主演女優賞 (ミュージカル・コメディ部門)を受賞した。

### 私生活
学園物に出ていた頃は男性に好意を持たれる役が多いが、現実ではいじめを経験している。その後、女優業のために高校は退学したが、高校卒業試験に合格した。
『ドーソンズ・クリーク』で競演したビジー・フィリップスとは仲がよく、娘の名付け親を任せるほどである。
2005年に『ブロークバック・マウンテン』で共演したヒース・レジャーと婚約。同年10月28日に長女（マチルダ・ローズ）を出産。2007年9月に婚約解消。その後、ヒース・レジャーは2008年1月22日に薬物摂取による急性中毒でニューヨークの自宅で亡くなった。
2008年7月頃から映画監督のスパイク・ジョーンズと交際、2009年9月に破局。
2012年は俳優のジェイソン・シーゲルと交際していたが、2013年2月に破局。
吃音者である。

## 主な出演作品

### 映画
| 公開年 | 邦題 原題                                                           | 役名                      | 備考 | 吹き替え           |
| ------ | ------------------------------------------------------------------- | ------------------------- | --- | ------------------ |
| 1994   | 名犬ラッシー Lassie                                                 | エイプリル・ポーター      | | TBA                |
| 1995   | スピーシーズ 種の起源 Species                                       | 少女時代のシル            | 津村まこと（ソフト版） 大坂史子（テレビ朝日版）                                                                                       |                    |
| 1997   | 鬼教師ミスター・グリフィン Killing Mr. Griffin                      | マヤ                      | テレビ映画 | 高橋理恵子         |
| 1997   | シークレット/嵐の夜に A Thousand Acres                              | パミー                    | | TBA                |
| 1998   | ハロウィンH20 Halloween H20: 20 Years Later                         | モリー・カートウェル      | 久川綾 |                    |
| 1999   | キルスティン・ダンストの大統領に気をつけろ! Dick                    | アーリーン・ロレンソ      | 山田里奈 |                    |
| 1999   | Go!Go!チアーズ But I'm a Cheerleader                                | キンバリー                | （吹き替え版なし） |                    |
| 2000   | ウーマン ラブ ウーマン If These Walls Could Talk 2                  | リンダ                    | テレビ映画 | 佐々木優子         |
| 2001   | ミー・ウィズアウト・ユー Me Without You                             | ホリー                    | | 林原めぐみ         |
| 2001   | 私は「うつ依存症」の女 Prozac Nation                                | ルビー                    | （吹き替え版なし） |                    |
| 2003   | 16歳の合衆国 The United States of Leland                            | ジュリー・ポラード        | TBA |                    |
| 2003   | The Station Agent                                                   | エミリー                  | N/A |                    |
| 2004   | ランド・オブ・プレンティ Land Of Plenty                             | ラナ                      | 高橋理恵子 |                    |
| 2004   | Imaginary Heroes                                                    | ペニー・トラヴィス        | N/A |                    |
| 2004   | A Hole in One                                                       | アンナ・ワトソン          | N/A |                    |
| 2005   | The Baxter                                                          | セシル・ミルス            | N/A |                    |
| 2005   | ブロークバック・マウンテン Brokeback Mountain                       | アルマ                    | アカデミー助演女優賞ノミネート 英国アカデミー賞 助演女優賞ノミネート ゴールデングローブ賞 助演女優賞ノミネート                        | 小林さやか         |
| 2006   | The Hawk Is Dying                                                   | ベティ                    | | N/A                |
| 2006   | 痛いほどきみが好きなのに The Hottest State                          | サマンサ                  | （吹き替え版なし） |                    |
| 2007   | アイム・ノット・ゼア I'm Not There                                  | ココ・リヴィントン        | （吹き替え版なし） |                    |
| 2008   | 彼が二度愛したS Deception                                           |                           | 高橋理恵子 |                    |
| 2008   | ブローン・アパート Incendiary                                       | 若い母親                  | 高橋理恵子 |                    |
| 2008   | 脳内ニューヨーク Synecdoche, New York                               | クレア                    | （吹き替え版なし） |                    |
| 2008   | ウェンディ&ルーシー Wendy and Lucy                                  | ウェンディ                | （吹き替え版なし） |                    |
| 2009   | マンモス 世界最大のSNSを創った男 Mammoth                            | アリソン・グールド        | （吹き替え版なし） |                    |
| 2010   | シャッター アイランド Shutter Island                                | ドロレス・シャナル        | 宮島依里 |                    |
| 2010   | ブルーバレンタイン Blue Valentine                                   | シンディ・ペリエラ        | アカデミー主演女優賞ノミネート、製作総指揮                                                                                            | （吹き替え版なし） |
| 2011   | Meek's Cutoff                                                       | エミリー                  | | N/A                |
| 2011   | マリリン 7日間の恋 My Week with Marilyn                             | マリリン・モンロー        | アカデミー主演女優賞ノミネート 英国アカデミー賞 主演女優賞ノミネート ゴールデングローブ賞 主演女優賞 (ミュージカル・コメディ部門)受賞 | 松本梨香           |
| 2011   | テイク・ディス・ワルツ Take This Waltz                              | マーゴット                | | （吹き替え版なし） |
| 2013   | オズ はじまりの戦い Oz: the Great and Powerful                      | 南の魔女グリンダ / アニー | 園崎未恵 |                    |
| 2015   | フランス組曲 Suite Française                                        | ルシュル・アンジェリエ    | （吹き替え版なし） |                    |
| 2016   | マンチェスター・バイ・ザ・シー Manchester by the Sea                | ランディ・チャンドラー    | アカデミー助演女優賞ノミネート 全米映画批評家協会賞助演女優賞受賞 ニューヨーク映画批評家協会賞助演女優賞受賞                          | 園崎未恵           |
| 2016   | ライフ・ゴーズ・オン 彼女たちの選択 Certain Women                   | ジーナ                    | ニューヨーク映画批評家協会賞助演女優賞受賞                                                                                            | （吹き替え版なし） |
| 2017   | ワンダーストラック Wonderstruck                                     | エレイン・ウィルソン      | | （吹き替え版なし） |
| 2017   | グレイテスト・ショーマン The Greatest Showman                       | チャリティ・バーナム      | 中村千絵 |                    |
| 2017   | ゲティ家の身代金 All the Money in the World                         | アビゲイル・ハリス        | ゴールデングローブ賞 主演女優賞 (ドラマ部門)ノミネート                                                                                | （吹き替え版なし） |
| 2018   | アイ・フィール・プリティ! 人生最高のハプニング I Feel Pretty        | エイヴリー・ルクレア      | | 園崎未恵           |
| 2018   | ヴェノム Venom                                                      | アン・ウェイング          | 中川翔子 |                    |
| 2019   | 秘密への招待状 After the Wedding                                    | イザベル・アンダーソン    | （吹き替え版なし） |                    |
| 2021   | ヴェノム:レット・ゼア・ビー・カーネイジ Venom: Let There Be Carnage | アン・ウェイング          | 中川翔子 |                    |
| 2022   | フェイブルマンズ The Fabelmans                                      | サミーの母                | | 小林さやか         |
| 2022   | ショーイング・アップ Showing Up                                     | リジー                    | | （吹き替え版なし） |
| 2023   | Deep Sky                                                            | ナレーター                | ドキュメンタリー | N/A                |
| TBA    | A Place in Hell                                                     |                           | 撮影中 |                    |

### テレビシリーズ
| 放映年    | 邦題 原題                                                       | 役名                                    | 備考                          | 吹き替え           |
| --------- | --------------------------------------------------------------- | --------------------------------------- | ----------------------------- | ------------------ |
| 1993-1994 | ベイウォッチ Baywatch                                           | ホービーのファン/ブリジット・バウワーズ | 2エピソード                   |                    |
| 1998-2003 | ドーソンズ・クリーク Dawson's Creek                             | ジェン・リンドリー                      | 128エピソード                 | 高橋理恵子         |
| 2013      | クーガータウン Cougar Town                                      | Laurie's Foster Sister                  | シーズン4 第1話 "Blue Sunday" |                    |
| 2019      | フォッシー&ヴァードン 〜ブロードウェイに輝く生涯〜 Fosse/Verdon | グウェン・ヴァードン                    | ミニシリーズ 兼製作総指揮     | 朴璐美             |
| 2025      | 人生の最期にシたいコト Dying for Sex                            | モリー・コーチャン                      | ミニシリーズ 兼製作総指揮     | （吹き替え版なし） |